# Rio Abacaxis
Rio Abacaxis är ett vattendrag i Brasilien.   Det ligger i delstaten Amazonas, i den centrala delen av landet, 1 800 km nordväst om huvudstaden Brasília.
I omgivningarna runt Rio Abacaxis växer i huvudsak städsegrön lövskog. Runt Rio Abacaxis är det mycket glesbefolkat, med 5 invånare per kvadratkilometer.